# Boar (Film)
Boar ist ein australischer Tierhorrorfilm aus dem Jahr 2017.

## Handlung
Bei einem Urlaub im australischen Hinterland besucht die Familie Monroe ihren schlagkräftigen Onkel Bernie. Schon länger geht das Gerücht um, ein riesiges Wildschwein würde die Gegend unsicher machen. In der Kneipe wird die Geschichte zwar erzählt, da der einzige Zeuge jedoch ein bekannter Alkoholiker ist, wird der Geschichte kein Glauben geschenkt. Die Thekerin jedoch macht sich Sorgen, da sie Anrufe erwartet. In der Zwischenzeit macht die Familie mit Onkel Bernie einen Ausflug zu einer einsamen Badestelle. Onkel Bernie wird dabei bei einer Erkundungsfahrt bereits von dem Untier attackiert. Vater Bruce und sein potentieller Schwiegersohn gehen in Richtung Unglücksstelle um nachzusehen. Der Vater wird sofort von dem Monster getötet, und der Sohn verschwindet. In einem verlassenen Schuppen suchen die beiden übriggebliebenen Frauen Schutz. Mit einem Messer versucht Bernie erneut einen Angriff. Die beiden Frauen versuchen das Vieh mit Feuer zu verscheuchen, was es aber eher anlockt. In letzter Sekunde erscheint die Thekerin mit einem Gewehr und das Monstrum wird erledigt. Auch erscheinen Bernie und der Sohn wieder schwer verwundet. In der letzten Szene erkennt man das Wildschwein wieder in der Dunkelheit, es scheint überlebt zu haben.

## Hintergrund
Gedreht wurde der Film in Gympie und der Lagoon Pocket in der Gympie Region, Queensland. Das Filmbudget betrug zwei Millionen Euro.

## Rezeption
„Australischer Tierhorror-Film mit losen Anbindungen an den lokalen Kultfilm ‚Razorback‘ (1984) und einschlägig bewanderten Darstellern, auf deren Figuren die Regie aber keinen Ehrgeiz verwendet. Stattdessen erschöpfen sich ihre Einfälle in immer ähnlichen, äußerst blutrünstigen Attacken ohne Sinn für Spannungsdramaturgie.“

„Wer den verpasst, hat dennoch Schwein gehabt.“

Thrill and Kill urteilt, „schraubt man seine Ansprüche so weit herab, dass man den Film alleine wegen den Kills sieht, ist er stellenweise sicher unterhaltsam, bei einem Budget von über 2 Millionen € hätte ein talentierterer Filmemacher aber deutlich mehr rausholen können.“